# Paul Fonferrier
Le colonel Paul Jules Fonferrier (né à Brest le 31 octobre 1892 - mort en déportation à Bergen-Belsen le 27 avril 1945) était un des chefs de la Résistance dans le nord du Finistère.

## Carrière militaire
Paul Fonferrier est reçu premier au concours d'entrée à l'Ecole spéciale militaire de Saint-Cyr en 1911. Diplômé en 1913, il est nommé sous-lieutenant au deuxième Régiment d'infanterie coloniale à Brest,.
Durant la première guerre mondiale, il participe, avec ce régiment, au combat de Rossignol (Belgique), d'où son nom de code de résistant. Il est fait prisonnier le 22 août 1914, envoyé au fort Zinna de Torgau (Allemagne), d'où il s'évadera le 18 avril 1917. De retour en France, il reprendra du service avec le 33e régiment d'infanterie coloniale.
Paul Fonferrier est colonel quand la Seconde Guerre mondiale est déclarée. Il prend sa retraite en 1941.

## Résistance
Après son départ de l'armée, Paul Fonferrier entre en contact avec la Résistance. Le 1er mai 1943, il est nommé commandant militaire de la Résistance du Finistère, et devient l'adjoint de Mathieu Donnart sous le nom de code « rossignol ». Comme Matthieu Donnart est ingénieur civil, les conseils d'un militaire sont bienvenus. Paul Fonferrier organise en particulier la Résistance dans le canton de Ploudalmézeau.
Il est arrêté le 26 mai 1944 à Landunvez, puis détenu à la prison de Pontaniou à Brest et au camp Margueritte à Rennes. Il fait partie, comme d'autres résistants de Bretagne, du dernier convoi, dit train de Langeais, parti de Rennes vers l'Allemagne le 3 août 1944. Il décède à Bergen-Belsen le 27 avril 1945, 12 jours après la libération du camp.

## Hommages

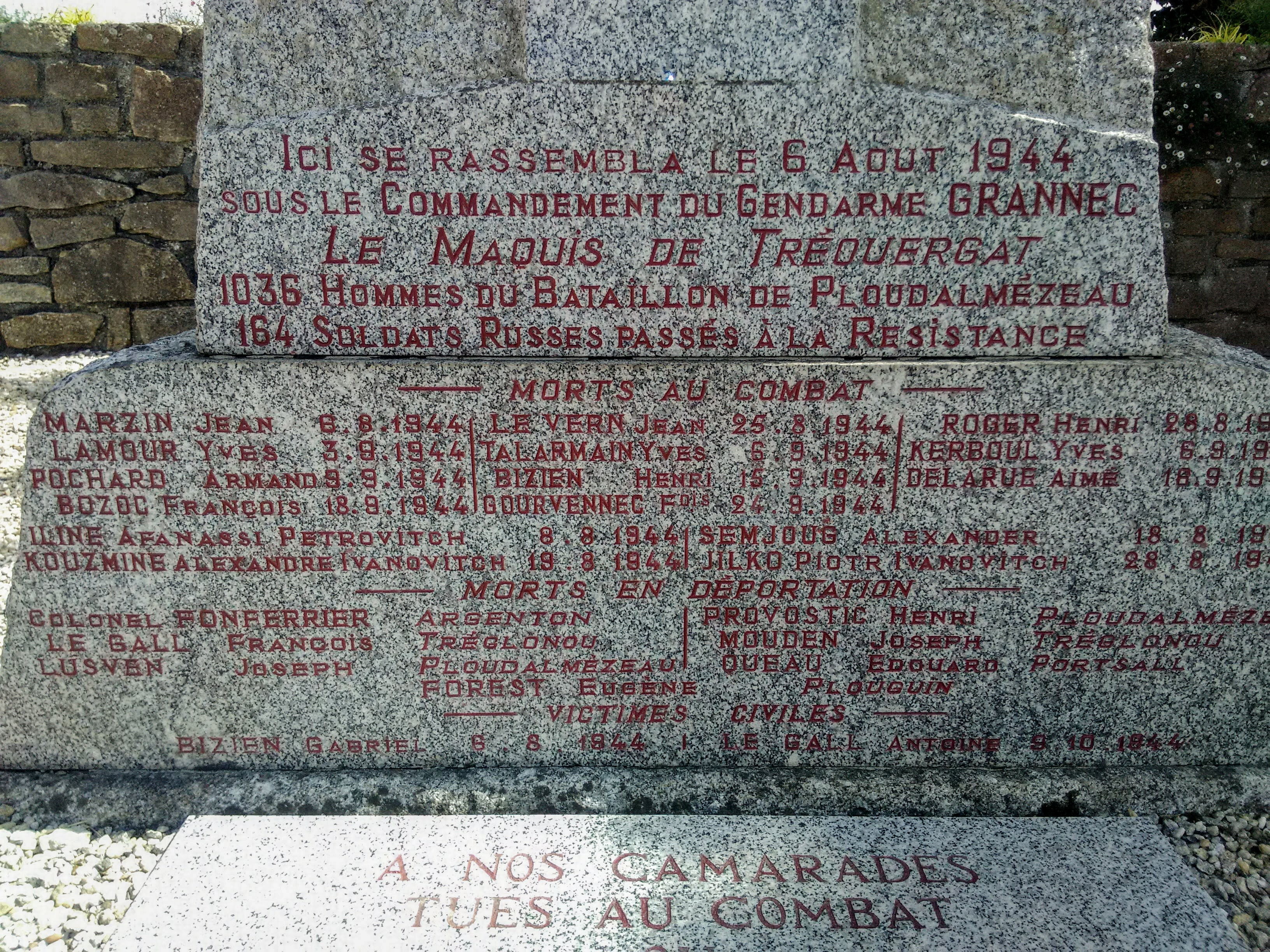
Stèle de Tréouergat

Paul Fonferrier est Mort pour la France, commandeur de la Légion d'Honneur (23/06/1945), Croix de guerre 1914-1918 et 1939-1945, médaille de la Résistance.
Son nom figure sur le mémorial de Tréouergat.
Des rues portent son nom à Brest et Landunvez.